# Лоршский кодекс

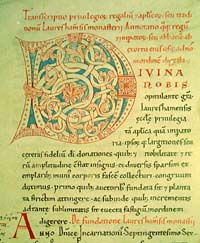
Первая страница Лоршского кодекса

Лоршский кодекс (лат. Codex Laureshamensis) — манускрипт, созданный между 1170 и 1195 годами в имперском аббатстве Лорш. Он содержит не только обширные сведения по истории монастыря эпохи Каролингов, но также картулярий со списками более чем 3800 документов и несколько полиптиков. Особая ценность, в первую очередь, картулярия заключается в том, что входящие в его состав документы зачастую представляют собой единственный список с утерянных оригинальных грамот, находившихся в архивах Лоршского монастыря.
Главной целью создания Лоршского кодекса считается письменная документация прав и владений монастыря, что должно было обеспечить юридическую и экономическую безопасность монашеского общежития.
Текст кодекса написан каролингским минускулом.
В настоящее время Лоршский кодекс хранится в Вюрцбургском государственном архиве (нем. Staatsarchiv Würzburg).